# Санкт-Петербургский институт информатики и автоматизации РАН
Санкт-Петербургский институт информатики и автоматизации Российской академии наук (СПИИРАН) — российское научное учреждение, которое занимается исследованиями в области информационных технологий, структурное подразделение Федерального государственного бюджетного учреждения науки Санкт-Петербургский Федеральный исследовательский центр Российской академии наук (СПб ФИЦ РАН).

## История
В 1974 г. при Физико-техническом институте им. А. Ф. Иоффе (ФТИ) был создан отдел вычислительной техники, получивший название Ленинградский вычислительный центр (ЛВЦ) АН СССР. Главной задачей ЛВЦ было создание Вычислительного центра коллективного пользования (ВЦКП) для сотрудников всех учреждений (более 40) Ленинградского научного центра (ЛНЦ) АН СССР.
ЛВЦ продемонстрировал эффективность, уже к концу 1977 г. услугами ВЦКП пользовались более 15 ленинградских организаций АН СССР, которым предоставлялось машинное время. В связи с этим Президиум АН СССР обратился к правительству СССР с просьбой преобразовать ЛВЦ в Ленинградский научно-исследовательский вычислительный центр (ЛНИВЦ) АН СССР, и он был основан 19 января 1978 года. Вокруг него начинается создание «всесоюзной академсети», центральным проектным узлом которой стал созданный для этого в 1982 году в Москве ВНИИПАС.
В 1985 году на базе ЛНИВЦ организуется новый академический научно-исследовательский институт информатики и автоматизации (ЛИИАН). Директором этого института назначается его фактический организатор — руководитель ЛНИВЦ, доктор технических наук, профессор В. М. Пономарёв. ЛИИАН становится головной организацией по программе создания и внедрения интегрированных автоматизированных систем управления (ИАСУ) и гибких автоматизированных производств (ГАП) в Ленинграде.
В 1992 году институт переименован в Санкт-Петербургский институт информатики и автоматизации Российской академии наук (СПИИРАН).
В 2020 году институт реорганизован в Федеральное государственное бюджетное учреждение науки Санкт-Петербургский Федеральный исследовательский центр Российской академии наук (СПб ФИЦ РАН).

### Советская академсеть
Специалисты ЛИИАН разрабатывали типовые аппаратные решения для обслуживания пользователей академсети, такие как терминальные комплексы с блоками КАМАК, а также развивали аппаратную архитектуру сети, в частности, создавали сетевые шлюзы и центры коммутации пакетов (ЦКП) на базе СМ ЭВМ. В 1985 году была введена в эксплуатацию первая очередь РПВС (региональной вычислительной подсети) «Северо-Запад» на базе ЛИВСАН («Ленинградская информационно-вычислительная сеть АН СССР») с центром в ЛИИАН, которую стали с этих пор называть ленинградской академсетью. На стадии создания ЛИВСАН к ней были подключены Библиотека АН СССР и Ленинградский центр научно-технической информации (ЛенЦНТИ). После установления стабильной связи с Москвой пользователи академсети получили доступ через ВНИИПАС к московским информационным центрам ИНИОН, ВИНИТИ, ВНТИЦ, МЦНТИ и к зарубежным базам данных, таким как ProQuest Dialog и LexisNexis. Ресурсы ЛИВСАН были задействованы в перестроечной программе развития промышленности «Интенсификация-90».
Во второй половине 1980-х ленинградская академсеть увеличивала аппаратные ресурсы, а между научными учреждениями прокладывались новые оптические линии. Для них по заказу ЛИИАН ленинградский НИИ «Севкабель» разработал многомодовые кабели из отечественного сырья, адаптированные для прокладки в телефонной канализации. Московский Институт общей физики (ИОФ АН) разработал электронно-оптические преобразователи, оптические соединители, методы сварки оптики. Для дальней связи началось освоение спутниковых цифровых соединений. По специальному разрешению Министерства морского флота СССР и предприятия «Морсвязьспутник» в Ленинграде, Апатитах, Свердловске, Хабаровске и Тарусе были установлены пять судовых спутниковых станций «Волна-C», передававшие данные через систему Inmarsat. В Ленинграде также применялись радиоканалы системы «Алтай». В 1987 году в ЛИИАН был создан центр по приёму, обработке, хранению и передаче данных с международных метеорологических спутников серии NOAA-9 (10, 11, 12), которые были востребованы во многих научных учреждениях — это была одна из мер по созданию собственного внутрисетевого «контента» для пользователей, необходимость в котором стала к этому времени очевидна. К 1989 году был разработан масштабный проект всесоюзного развития оптической и спутниковой академсети, но реализации не последовало в связи с распадом СССР. В 1992 году вся вычислительная техника и прочее оборудование академсети было уничтожено, осталась только кабельная среда сети передачи данных.

## Деятельность
Институт включает в себя докторский диссертационный совет по специальностям 2.3.1. «Системный анализ, управление и обработка информации, статистика», 2.3.5. «Математическое и программное обеспечение вычислительных систем, комплексов и компьютерных сетей», 2.3.6. «Методы и системы защиты информации, информационная безопасность» по техническим наукам. Учёные института публикуют работы в журнале «Информатика и автоматизация (Труды СПИИРАН)», выходящем четыре раза в год.
Институт расположен в здании бывшей гимназии К. Мая, построенном в 1909—1910 годах по проекту Г. Д. Гримма (выпускника гимназии 1883 года).

### Подразделения
- Лаборатория прикладной информатики и проблем информатизации общества (д. т. н., доцент Гейда Александр Сергеевич)
- Лаборатория прикладного искусственного интеллекта (к. т. н. Абрамов Максим Викторович)
- Лаборатория интегрированных систем автоматизации (д. т. н. профессор Смирнов Александр Викторович)
- Лаборатория речевых и многомодальных интерфейсов (д. т. н., профессор Карпов Алексей Анатольевич)
- Лаборатория автоматизации научных исследований (д. т. н., профессор РАН Кулешов Сергей Викторович)
- Лаборатория проблем компьютерной безопасности (д. т. н., профессор Котенко Игорь Витальевич)
- Лаборатория автономных робототехнических систем (к. т. н. Савельев Антон Игоревич)
- Лаборатория технологий больших данных социокиберфизических систем (к.т.н. Левоневский Дмитрий Константинович)
- Отдел прототипирования робототехнических и встраиваемых систем (к. т. н. Дашевский Владимир Павлович)
- Лаборатория информационных технологий в системном анализе и моделировании (д. т. н., профессор Соколов Борис Владимирович)
- Лаборатория интеллектуальных систем (д. т. н., профессор Искандеров Юрий Марсович)
- Отдел аспирантуры (к. т. н., доцент Салухов Владимир Иванович)

### Конференции СПИИРАН
В Санкт-Петербурге под эгидой ЮНЕСКО при поддержке правительства Санкт-Петербурга проводится Санкт-Петербургская международная конференция «Региональная информатика».

## СПИИРАН в документальном кино
В 2017 году в рамках просветительского проекта «Сохранённая культура» был снят 60-минутный документальный фильм «Остров информатики», посвящённый 40-летию СПИИРАН. Картина рассказывает о ведущих лабораториях и значимых разработках СПИИРАН в самых разных областях, от гибких производственных систем до бионики и телемедицины, а также делает экскурс в историю советской информатики и робототехники: зрители знакомятся с БЭСМ-6, первой советской суперЭВМ на элементной базе второго поколения — полупроводниковых транзисторах, и перфокартами — носителями информации из тонкого картона, широко применявшимися во второй половине XX века для ввода и хранения данных в системах автоматизированной обработки информации.
В съёмках документального фильма «Остров информатики» принимали участие ведущие сотрудники СПИИРАН: научный руководитель института, член-корреспондент РАН Рафаэль Юсупов, д. т. н., заведующий лабораторией биомедицинской информатики СПИИРАН Сергей Рудницкий, д. т. н., заведующий лабораторией автоматизации научных исследований, ныне заместитель директора СПИИРАН по научной работе Сергей Кулешов, д. т. н., профессор, заведующий заведующий лабораторией интегрированных систем автоматизации СПИИРАН Александр Смирнов, д. т. н., профессор, заведующий лабораторией проблем компьютерной безопасности СПИИРАН Игорь Котенко, д. т. н., профессора Виктор Александров, Владимир Городецкий, Александр Тулупьев, к. т. н. Дмитрий Бакурадзе, Алексей Кашевник и мн. др.
Автором идеи фильма выступил петербургский юрист и учёный, в прошлом — сотрудник СПИИРАН Виктор Наумов, режиссёр — петербургский документалист Максим Якубсон.
В ноябре 2018 года документальный фильм «Остров информатики» был показан на Международном кинофестивале «Мир знаний» под эгидой VII Санкт-Петербургского международного культурного форума.
В апреле 2019 года «Остров информатики» был представлен в рамках III Открытого фестиваля кино, науки и современного искусства «Гагарин.doc» в Саратове.